# Gothenburg Roller Derby
Gothenburg Roller Derby, GBGRD, är en roller derby-liga baserad i Göteborg. Inom roller derby benämns en klubb som en liga. Gothenburg Roller Derby har ett A-lag som tävlar mot lag från andra ligor i Sverige och Skandinavien. De har även ett B-lag som heter Badass Beavers som har spelat sedan 2014.

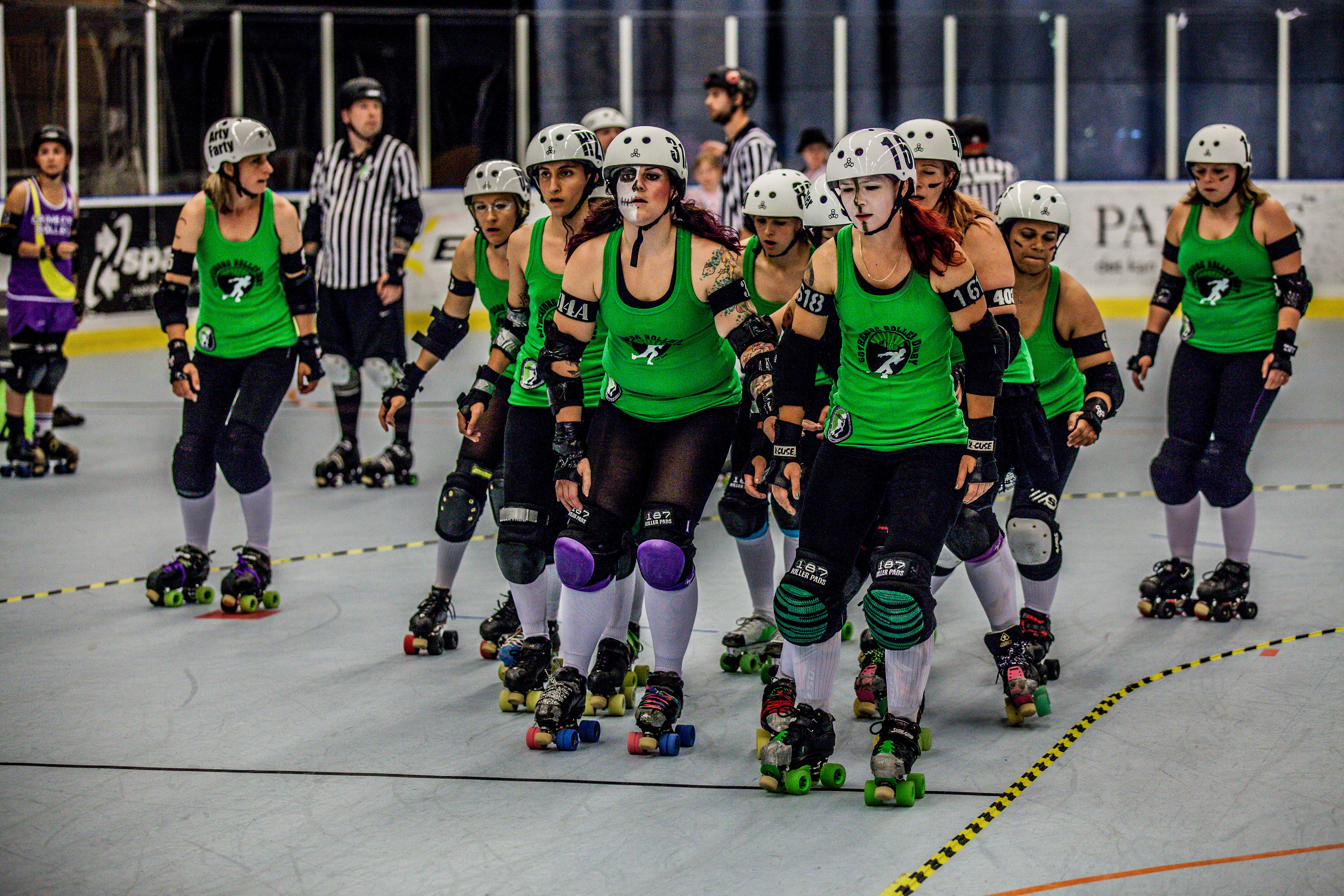
Gothenburg Roller Derby värmer upp. SM i Roller Derby 2013 i Halmstad Arena

## Historia
Göteborg Roller Derby (GBGRD) började med en grupp av 5 tjejer med en passion för att rulla samt en vilja att bygga en liga i Göteborg. GBGRD grundades i augusti 2009 som den andra ligan i Sverige och det första året växte medlemmarna från 5 till 30. År 2013 har ligan växt till 75 medlemmar.            
Den 10 april 2011 röstades Roller Derby in i Svenska Skridskoförbundet. Detta blev ett stort steg för alla ligor i Sverige, eftersom Roller Derby nu ansågs som en officiell sport. GBGRD första bout någonsin spelades den 11 februari 2012 på Baltiska Hallen i Malmö mot Crime City Rollers B-lag med resultatet 181-61 för Crime City Rollers.
Den 26 april 2013 blev Gothenburg Roller Derby apprentice-medlemmar av Women's Flat Track Derby Association.
Gothenburg Roller Derby arrangerade tillsammans med Svenska Skridskoförbundet det första Svenska Mästerskapet i Roller Derby 2013, en turnering där åtta ligor deltog och samtliga bouts spelades på Halmstad Arena. Gothenburg Roller Derby vann den första bout som någonsin spelats på ett Svenskt Mästerskap mot Luleå Roller Derby och kom på fjärde plats till slut.

## Spelade bouts (matcher)
2013-10-26        GBGRD vs. Kick Ass Cuties                        Köpenhamn, Danmark                      307-131
2013-10-19        GBGRD vs. The Royal Army                        Göteborg, Sverige                            264-172
2013-06-01        Aarhus Derby Danes vs GBGRD                   Aarhus, Danmark                             181-108 
2013-04-20        OsloRD vs. GBGRD                                     Oslo, Norge                                     256-130
2013-03-30        GBGRD vs. Kick Ass Cuties                         Göteborg, Sverige                            242-190
2013-02-16        Luleå Roller Derby vs. GBGRD                      Luleå, Sverige                                 190-163
2012-12-08        GBGRD vs. KRR-B                                       Kallio, Finland                                 172-308
2012-10-27        CCR-B vs. GBGRD                                       Göteborg, Sverige                           143-127
2012-09-29        GBGRD vs. Nidaros Roller Derby                   Göteborg, Sverige                           182-113
2012-06-16        GBGRD vs. Victorious Valkyries                    Göteborg, Sverige                           147-140
2012-05-12        Harbor Girls vs. GBGRD                                Hamburg, Tyskland                         199-161
2012-03-31        BSTRD vs GBGRD                                       Göteborg, Sverige                           168-91
2012-02-11        CCR-B vs GBGRD                                        Malmö, Sverige                               181-61